# وقتی تو خواب بودی
وقتی تو خواب بودی (کره‌ای: 당신이 잠든 사이에) یک مجموعهٔ تلویزیونی در سال ۲۰۱۷ از کره جنوبی با بازیگری لی جونگ سوک، به سوزی، جونگ هه این، لی سانگ یوب و کو سونگ هی است. این درام حقوقی و فانتزی شامل ۳۲ قسمت ۳۵ دقیقه‌ای (۱۶ قسمت ۶۰ دقیقه‌ای) است که زندگی سه جوان: گزارشگر میدانی، دادستان و افسر پلیس را به نمایش کشیده‌است که سالها پیش پس از نجات یکدیگر، توانایی پیش‌بینی وقایع آینده را از طریق رویاهای خود به دست آورده‌اند.
این سریال به کارگردانی اوه چونگ هوان و به قلم پارک هی ریون نگاشته شده‌است. این درام از ۲۷ سپتامبر تا ۱۶ نوامبر ۲۰۱۷ در روزهای چهارشنبه و پنج شنبه در ساعت ۲۲:۰۰ (یوتی‌سی ۹:۰۰+) از شبکه اس‌بی‌اس پخش شد.

## خلاصه داستان
در حالی که وقتی تو خواب بودی ترکیبی از ژانرهای درام حقوقی و فانتزی است، بر روی داستان سه جوان که توانایی دیدن آینده را از طریق رویاهای خود دارند تمرکز کرده‌است. در این درام به سوزی در نقش گزارشگر میدانی نام هونگ جو، لی جونگ سوک در نقش دادستان تازه‌کار جونگ جه چان و جونگ هه این در نقش افسر پلیس هان وو تاک ایفای نقش می‌کنند. این سه نفر با همکاری یکدیگر تلاش می‌کنند تا رویاهای شوم‌شان به واقعیت تبدیل نشود و دشمن بزرگشان وکیل فاسد لی یو بوم (لی سانگ یوب) را فروبنشانند.

## بازیگران

### اصلی
- به سوزی در نقش نام هونگ جو[۵]
  - شین یی جون در نقش جوانی نام هونگ جو
- لی جونگ سوک در نقش جونگ جه چان[۶]
  - نام دا روم در نقش جوانی جونگ جه چان
- جونگ هه این در نقش هان وو تاک[۷]
- لی سانگ یوب در نقش لی یو بوم[۸]
  - یو هیو هیون در نقش جوانی لی یو بوم
- کو سونگ هی در نقش شین هی مین[۹]

### سایر بازیگران
کارآگاهان بخش۳
- کیم وون هه در نقش چویی دام دونگ[۱۰]
  - لی جه کیون در نقش جوانی چویی دام دونگ
- مین سونگ ووک در نقش لی جی کوان
- به هائه سان در نقش سون وو جو
- لی کی یونگ در نقش پارک دائه یونگ
- پارک جین جو در نقش مون هیانگ می[۱۱]
- سون سان در نقش مین جانگ‌ها
- لی بونگ ریون در نقش کو پیل سوک

#### اطرافیان جونگ جه چان
- شین جه‌ها در نقش جونگ سونگ وون (برادر کوچکتر جه چان)[۱۲]
  - گو وو ریم در نقش جوانی جونگ سونگ وون
- لی جونگ اون در نقش مادر جه چان

#### اطرافیان نام هونگ جو
- هوانگ یونگ هی در نقش یون مون سان (مادر نام هونگ جو)

### بازیگران فرعی
- لی یو جون در نقش اوه کیونگ هان (افسر پلیس)
- اوه ایو شیک در نقش بونگ داهیون (خبرنگار اس‌بی‌سی؛ ارشد هونگ جو)
- هی جون سوک در نقش دونگ کیون (خبرنگار اس‌بی‌سی)
- پیو یه جین در نقش چا یو جونگ (افسر پلیسی که روی هان وو تاک کراش داشت)

### بازیگران مهمان
- کیم سو هیون در نقش پارک سو یون دوست دختر سونگ وون (قسمت ۳–۸ ۳۲٬)[۱۳]
- جانگ سو یون در نقش دو گیوم سوک مادر سو یون (قسمت ۳–۸)
- اوم هیو سوپ در نقش پارک جون مو پدر سو یون (قسمت ۳–۸)
- چوی وون یانگ در نقش نام چول دو پدر هونگ جو (قسمت ۴٬۳)
- جانگ هیون سونگ در نقش جانگ ایل سانگ پدر جه چان (قسمت ۱، ۵–۸)
- لی جونگ اون در نقش مادر جه چان (قسمت۵)
- کیم دایه در نقش کانگ چو هی کارمند کافی شاپ (قسمت ۱۰–۳۲٬۱۳)
- کانگ کی یونگ در نقش کانگ دائه هی برادر بزرگتر چو هی صاحب رستوران مرغ (قسمت ۹–۱۳)
- کانگ شین هیو در نقش دانشجوی کالج (قسمت۱۰)
- شیم وان جو در نقش مرد ریش دار
- شین ایون جونگ در نقش کیم جو یونگ قاضی (قسمت ۱۱–۱۲)
- لی دو گیوم در نقش میونگ دا گو همکلاسی سونگ وون (قسمت ۱۳ ،۲۴–۳۲)
- بک سونگ هیون در نقش دو هاک یونگ هم اتاقی و مجری اینترنت دبیرستان وو تاک (قسمت ۱۳–۱۷)
- چا جونگ وون در نقش یو سو کیونگ ورزشکار مشهور ملی در تیراندازی با کمان (قسمت ۱۳–۱۶)
- جون کوک هوان در نقش یو مان هو تیرانداز ماهر و پدر سو کیونگ (قسمت ۱۵–۱۸ ۳۲٬)
- گو وو ریم در نقش چان هو پسر دادستان سون (قسمت ۱۹–۲۱ ،۳۲)
- مون یونگ سوک در نقش لی هوان دستیار تدریس استاد مون ته مین (قسمت ۱۹–۲۴)
- کیم کی چون در نقش پدر هوان (قسمت ۲۱–۲۴ ،۳۲)
- ریو ته هو در نقش مون ته مین استاد و نویسنده (قسمت ۲۱–۲۴)
- یون کیون سانگ در نقش زن و شوهر در علفزار (قسمت ۲۱)[۱۴]
- لی سونگ کیونگ در نقش زن و شوهر در علفزار (قسمت ۲۱)[۱۴]
- لی جو سوک در نقش قاضی (قسمت ۲۱، ۲۲)
- یون یونگ هیون در نقش پارک دایونگ پستچی (قسمت ۲۵، ۲۶)
- لی جه وون در نقش جو یون پیو همدست جو آن (قسمت ۲۵، ۲۶)
- لی نارا در نقش‌ها جو آن قاتل (قسمت ۲۸، ۲۹)
- سون بیونگ هوا در نقش وکالت کو، نماینده مؤسسه حقوقی هاکووانگ (قسمت ۲۹–۳۱)

## تولید
- این درام پس از سریال رؤیای بلند که در سال ۲۰۱۱ پخش شد دومین همکاری مشترک بین خواننده، بازیگر به سوزی و فیلمنامه‌نویس پارک هی ریون است همچنین پس از سریال صدات رو می‌شنوم و پینوکیو این سومین بار است که نویسنده پارک هی ریون و لی جونگ سوک با هم همکاری کرده‌اند.[۱۵]
- این درام دومین نمایشی بود که شین جه ها و کیم سو هیون پس از سریال ۳ قسمتی شبکه کی‌بی‌اس بنام ورق برگردان به نویسندگی پارک هی ریون با هم ظاهر شدند.
- اولین فیلمنامه خوانی در ۲۰ ژانویه سال ۲۰۱۷ در موک دونگ، سئول، کره جنوبی صورت گرفت.[۱۶]
- وقتی تو خواب بودی یک سریال تلویزیونی کاملاً پیش تولید شده بود که فیلمبرداری آن در فوریه ۲۰۱۷ آغاز شد در حالی که لی جونگ سوک در تاریخ ۲ مارس به فیلمبرداری پیوست[۱۷][۱۸] و این درام در تاریخ ۲۷ ژوئیه پس از پنج ماه فیلمبرداری به پایان رسید.[۱۹]

## ریتینگ
- در جدول زیر، اعداد آبی کمترین رتبه را دارند و اعداد قرمز بالاترین رتبه را نشان می‌دهد.
- NR نشان می‌دهد که درام در ۲۰ برنامه برتر روزانه در آن تاریخ قرار نگرفته‌است.

| قسمت    | تاریخ پخش اصلی   | میانگین سهم مخاطب | میانگین سهم مخاطب | میانگین سهم مخاطب | میانگین سهم مخاطب |
| قسمت    | تاریخ پخش اصلی   | TNmS              | TNmS              | AGB Nielsen       | AGB Nielsen       |
| قسمت    | تاریخ پخش اصلی   | سراسر کشور        | سئول              | سراسر کشور        | سئول              |
| ------- | ---------------- | ----------------- | ----------------- | ----------------- | ----------------- |
| ۱       | ۲۷ سپتامبر، ۲۰۱۷ | ۸٫۲٪ (16th)       | ۹٫۱٪ (9th)        | ۷٫۲٪ (19th)       | ۸٫۱٪ (12th)       |
| ۲       | ۲۷ سپتامبر، ۲۰۱۷ | ۹٫۴٪ (14th)       | ۱۰٫۸٪ (8th)       | ۹٫۲٪ (10th)       | ۱۰٫۴٪ (6th)       |
| ۳       | ۲۸ سپتامبر، ۲۰۱۷ | ۸٫۰٪ (17th)       | ۸٫۷٪ (11th)       | ۸٫۳٪ (16th)       | ۹٫۸٪ (10th)       |
| ۴       | ۲۸ سپتامبر، ۲۰۱۷ | ۹٫۳٪ (10th)       | ۱۰٫۲٪ (9th)       | ۹٫۲٪ (12th)       | ۱۰٫۹٪ (8th)       |
| ۵       | ۴ اکتبر، ۲۰۱۷    | ۵٫۰٪ (NR)         | ۵٫۲٪ (18th)       | ۵٫۱٪ (NR)         | ۵٫۶٪ (17th)       |
| ۶       | ۴ اکتبر، ۲۰۱۷    | ۵٫۵٪ (19th)       | ۵٫۷٪ (14th)       | ۶٫۱٪ (11th)       | ۷٫۰٪ (7th)        |
| ۷       | ۵ اکتبر، ۲۰۱۷    | ۸٫۳٪ (13th)       | ۸٫۲٪ (11th)       | ۷٫۹٪ (14th)       | ۸٫۲٪ (10th)       |
| ۸       | ۵ اکتبر، ۲۰۱۷    | ۹٫۶٪ (7th)        | ۹٫۹٪ (3rd)        | ۸٫۹٪ (9th)        | ۹٫۶٪ (6th)        |
| ۹       | ۱۱ اکتبر، ۲۰۱۷   | ۷٫۸٪ (17th)       | ۹٫۳٪ (10th)       | ۸٫۱٪ (13th)       | ۱۰٫۰٪ (7th)       |
| ۱۰      | ۱۱ اکتبر، ۲۰۱۷   | ۸٫۹٪ (15th)       | ۱۰٫۲٪ (8th)       | ۹٫۴٪ (8th)        | ۱۱٫۵٪ (5th)       |
| ۱۱      | ۱۲ اکتبر، ۲۰۱۷   | ۷٫۵٪ (18th)       | ۷٫۸٪ (13th)       | ۸٫۹٪ (12th)       | ۱۰٫۳٪ (8th)       |
| ۱۲      | ۱۲ اکتبر، ۲۰۱۷   | ۸٫۵٪ (12th)       | ۸٫۹٪ (8th)        | ۹٫۷٪ (10th)       | ۱۱٫۸٪ (6th)       |
| ۱۳      | ۱۸ اکتبر، ۲۰۱۷   | ۷٫۶٪ (18th)       | ۸٫۵٪ (8th)        | ۸٫۶٪ (8th)        | ۹٫۵٪ (6th)        |
| ۱۴      | ۱۸ اکتبر، ۲۰۱۷   | ۹٫۱٪ (10th)       | ۱۱٫۴٪ (6th)       | ۱۰٫۰٪ (5th)       | ۱۱٫۳٪ (4th)       |
| ۱۵      | ۱۹ اکتبر، ۲۰۱۷   | ۷٫۱٪ (NR)         | ۷٫۷٪ (18th)       | ۷٫۹٪ (16th)       | ۸٫۹٪ (10th)       |
| ۱۶      | ۱۹ اکتبر، ۲۰۱۷   | ۸٫۰٪ (18th)       | ۸٫۹٪ (11th)       | ۸٫۹٪ (11th)       | ۹٫۹٪ (8th)        |
| ۱۷      | ۲۵ اکتبر، ۲۰۱۷   | ۷٫۷٪ (15th)       | ۸٫۱٪ (12th)       | ۷٫۳٪ (16th)       | ۷٫۹٪ (10th)       |
| ۱۸      | ۲۵ اکتبر، ۲۰۱۷   | ۸٫۸٪ (12th)       | ۹٫۷٪ (8th)        | ۸٫۹٪ (7th)        | ۱۰٫۰٪ (4th)       |
| ۱۹      | ۲۶ اکتبر، ۲۰۱۷   | ۶٫۵٪ (NR)         | ۷٫۰٪ (15th)       | ۸٫۲٪ (12th)       | ۹٫۶٪ (8th)        |
| ۲۰      | ۲۶ اکتبر، ۲۰۱۷   | ۷٫۴٪ (18th)       | ۸٫۷٪ (8th)        | ۸٫۹٪ (8th)        | ۱۰٫۳٪ (6th)       |
| ۲۱      | ۱ نوامبر، ۲۰۱۷   | ۶٫۵٪ (16th)       | ۷٫۶٪ (11th)       | ۶٫۹٪ (13th)       | ۷٫۹٪ (9th)        |
| ۲۲      | ۱ نوامبر، ۲۰۱۷   | ۷٫۶٪ (11th)       | ۸٫۹٪ (6th)        | ۸٫۴٪ (7th)        | ۹٫۷٪ (5th)        |
| ۲۳      | ۲ نوامبر، ۲۰۱۷   | ۷٫۰٪ (18th)       | ۷٫۱٪ (16th)       | ۷٫۳٪ (17th)       | ۸٫۳٪ (13th)       |
| ۲۴      | ۲ نوامبر، ۲۰۱۷   | ۸٫۲٪ (14th)       | ۹٫۰٪ (7th)        | ۸٫۶٪ (9th)        | ۹٫۹٪ (7th)        |
| ۲۵      | ۸ نوامبر، ۲۰۱۷   | ۵٫۷٪ (NR)         | ۷٫۲٪ (18th)       | ۶٫۸٪ (17th)       | ۸٫۲٪ (9th)        |
| ۲۶      | ۸ نوامبر، ۲۰۱۷   | ۶٫۸٪ (19th)       | ۸٫۴٪ (11th)       | ۸٫۶٪ (7th)        | ۱۰٫۰٪ (6th)       |
| ۲۷      | ۹ نوامبر، ۲۰۱۷   | ۷٫۷٪ (18th)       | ۹٫۳٪ (9th)        | ۷٫۷٪ (12th)       | ۸٫۹٪ (9th)        |
| ۲۸      | ۹ نوامبر، ۲۰۱۷   | ۸٫۷٪ (14th)       | ۱۰٫۱٪ (7th)       | ۹٫۶٪ (8th)        | ۱۱٫۳٪ (5th)       |
| ۲۹      | ۱۵ نوامبر، ۲۰۱۷  | ۷٫۲٪ (16th)       | ۸٫۱٪ (9th)        | ۸٫۱٪ (8th)        | ۹٫۳٪ (6th)        |
| ۳۰      | ۱۵ نوامبر، ۲۰۱۷  | ۸٫۷٪ (10th)       | ۱۰٫۰٪ (6th)       | ۹٫۶٪ (7th)        | ۱۱٫۰٪ (5th)       |
| ۳۱      | ۱۶ نوامبر، ۲۰۱۷  | ۷٫۶٪ (16th)       | ۸٫۶٪ (10th)       | ۸٫۷٪ (11th)       | ۱۰٫۰٪ (7th)       |
| ۳۲      | ۱۶ نوامبر، ۲۰۱۷  | ۸٫۷٪ (13th)       | ۹٫۵٪ (6th)        | ۹٫۷٪ (7th)        | ۱۰٫۹٪ (5th)       |
| میانگین | میانگین          | ۷٫۷٪              | ۸٫۷٪              | ۸٫۳٪              | ۹٫۵٪              |

## جوایز و نامزدها
| سال  | مراسم                                            | عنوان جایزه                                             | گیرنده                     | نتیجه    | منبع   |
| ---- | ------------------------------------------------ | ------------------------------------------------------- | -------------------------- | -------- | ------ |
| ۲۰۱۷ | دومین مراسم اهدای جوایز آرتیست آسیا              | جایزه ستاره آسیا بازیگر زن                              | به سوزی                    | برنده    | [ ۲۱ ] |
| ۲۰۱۷ | نوزدهمین مراسم اهدای جوایز موسیقی شبکه آسیا      | جایزه بهترین اواس‌تی                                     | «I Love You Boy» - به سوزی | نامزدشده | [ ۲۲ ] |
| ۲۰۱۷ | بیست و پنجمین جشنواره اهدای جوایز دراما اس‌بی‌اس   | جایزه برترین بازیگر نقش اول مرد درام چهارشنبه - پنجشنبه | لی جونگ سوک                | برنده    | [ ۲۳ ] |
| ۲۰۱۷ | بیست و پنجمین جشنواره اهدای جوایز دراما اس‌بی‌اس   | جایزه برترین بازیگر نقش اول زن درام چهارشنبه - پنجشنبه  | به سوزی                    | برنده    | [ ۲۳ ] |
| ۲۰۱۷ | بیست و پنجمین جشنواره اهدای جوایز دراما اس‌بی‌اس   | جایزه شخصیت سال                                         | لی سانگ یوب                | نامزدشده | [ ۲۳ ] |
| ۲۰۱۷ | بیست و پنجمین جشنواره اهدای جوایز دراما اس‌بی‌اس   | جایزه برتر بازیگر نقش اول مرد درام چهارشنبه - پنجشنبه   | لی سانگ یوب                | برنده    | [ ۲۳ ] |
| ۲۰۱۷ | بیست و پنجمین جشنواره اهدای جوایز دراما اس‌بی‌اس   | جایزه برتر بازیگر نقش اول مرد درام چهارشنبه - پنجشنبه   | جونگ هه این                | نامزدشده | [ ۲۳ ] |
| ۲۰۱۷ | بیست و پنجمین جشنواره اهدای جوایز دراما اس‌بی‌اس   | جایزه برتر بازیگر نقش اول زن درام چهارشنبه - پنجشنبه    | کو سونگ هی                 | نامزدشده | [ ۲۳ ] |
| ۲۰۱۷ | بیست و پنجمین جشنواره اهدای جوایز دراما اس‌بی‌اس   | جایزه بهترین بازیگر نقش مکمل مرد                        | کیم وون هه                 | برنده    | [ ۲۳ ] |
| ۲۰۱۷ | بیست و پنجمین جشنواره اهدای جوایز دراما اس‌بی‌اس   | جایزه بهترین بازیگر نقش مکمل زن                         | هوانگ یونگ هی              | نامزدشده | [ ۲۳ ] |
| ۲۰۱۷ | بیست و پنجمین جشنواره اهدای جوایز دراما اس‌بی‌اس   | جایزه بازیگر جوانان                                     | نام دا روم                 | نامزدشده | [ ۲۳ ] |
| ۲۰۱۷ | بیست و پنجمین جشنواره اهدای جوایز دراما اس‌بی‌اس   | جایزه بازیگر جوانان                                     | شین یی جون                 | نامزدشده | [ ۲۳ ] |
| ۲۰۱۷ | بیست و پنجمین جشنواره اهدای جوایز دراما اس‌بی‌اس   | جایزه بهترین زوج                                        | لی جونگ سوک و به سوزی      | برنده    | [ ۲۳ ] |
| ۲۰۱۸ | مراسم اهدای جوایز برند اول کره                   | جایزه دسته درام                                         | وقتی تو خواب بودی          | برنده    | [ ۲۴ ] |
| ۲۰۱۸ | پنجاه و چهارمین مراسم اهدای جوایز هنری بکسانگ    | جایزه محبوب‌ترین بازیگر زن                               | به سوزی                    | برنده    | [ ۲۵ ] |
| ۲۰۱۸ | سیزدهمین مراسم اهدای جوایز بین‌المللی درامای سئول | جایزه برترین برای درام کره ای                           | وقتی تو خواب بودی          | برنده    | [ ۲۶ ] |
| ۲۰۱۸ | سیزدهمین مراسم اهدای جوایز بین‌المللی درامای سئول | جایزه بازیگر مرد برجسته کره ای                          | لی جونگ سوک                | نامزدشده | [ ۲۷ ] |
| ۲۰۱۸ | سیزدهمین مراسم اهدای جوایز بین‌المللی درامای سئول | جایزه بازیگر زن برجسته کره ای                           | به سوزی                    | نامزدشده |        |
| ۲۰۱۸ | ششمین جشنواره اهدای جوایز ای‌پی‌ای‌ان استار         | جایزه برترین بازیگر نقش اول مرد درام کوتاه              | لی جونگ سوک                | نامزدشده | [ ۲۸ ] |
| ۲۰۱۸ | ششمین جشنواره اهدای جوایز ای‌پی‌ای‌ان استار         | جایزه برتر بازیگر نقش اول زن درام کوتاه                 | به سوزی                    | نامزدشده | [ ۲۸ ] |
| ۲۰۱۸ | ششمین جشنواره اهدای جوایز ای‌پی‌ای‌ان استار         | جایزه کی-استار بازیگر مرد                               | لی جونگ سوک                | نامزدشده | [ ۲۸ ] |
| ۲۰۱۸ | ششمین جشنواره اهدای جوایز ای‌پی‌ای‌ان استار         | جایزه کی-استار بازیگر زن                                | به سوزی                    | نامزدشده | [ ۲۸ ] |

## پخش بین‌المللی
- با پخش این سریال در کره جنوبی همزمان از سونی۱ در سنگاپور، مالزی و برونئی پخش شد.
- با پخش این سریال از شبکه اس‌بی‌اس کره در اندونزی نیز از تاریخ ۷ اکتبر ۲۰۱۷ شروع به پخش شد.
- در مالزی این سریال از شبکه ان‌تی‌وی۷ در تاریخ ۲۶–۲۷ دسامبر ۲۰۱۸ در ساعت ۵:۰۰–۴:۰۰ بعد از ظهر پخش شد سپس در ۳۱ دسامبر ۲۰۱۸ به ساعت ۶:۰۰–۷:۰۰ بعد از ظهر از دوشنبه تا پنجشنبه تغییر کرد.
- همزمان با پخش این سریال در مدیاکورپ سوریا در سنگاپور نیز از تاریخ ۲۱ مارس ۲۰۲۰ شنبه ساعت ۱ بعد از ظهر شروع به پخش شد.
- این درام در سرویس‌های پخش آنلاین مانند ویکی، کوکوا و ویو در دسترس است.
- در فیلیپین، این سریال در ۲۷ اوت ۲۰۱۸ از شبکه جی‌ام‌ای به عنوان بخشی از «جی‌ام‌ای قلب آسیا» در جشن ۱۵ سالگی موفقیت درام‌های آسیایی برای مخاطبان فیلیپینی پخش شد.[۲۹][۳۰]
- در کامبوج، این سریال در سال ۲۰۱۸ از هانگ میوس اچ‌دی‌تی‌وی پخش شد.
- در سری‌لانکا، برای تماشای این درام از طریق آی‌فلیکس با زیرنویس‌های سینهالی و انگلیسی امکان‌پذیر بود.[۳۱]
- در اندونزی، این سریال در تاریخ ۱۶ ژوئن ۲۰۲۰ از شبکه اندوزیار، هر روز ساعت ۹:۰۰ پخش می‌شد.